# Parc du canal (Tartu)
 (avril 2025).
Pour les articles homonymes, voir Parc du canal.
Le parc du canal (estonien : Kanali park) est un parc du quartier Annelinn de Tartu en Estonie.

## Présentation
Le parc long et étroit est situé entre le canal d'Anne et la rue Pikk tänav, dans la zone située entre le pont Turusild et le pont Sõprus.
La superficie du parc est de 4,8 hectares.

## Galerie

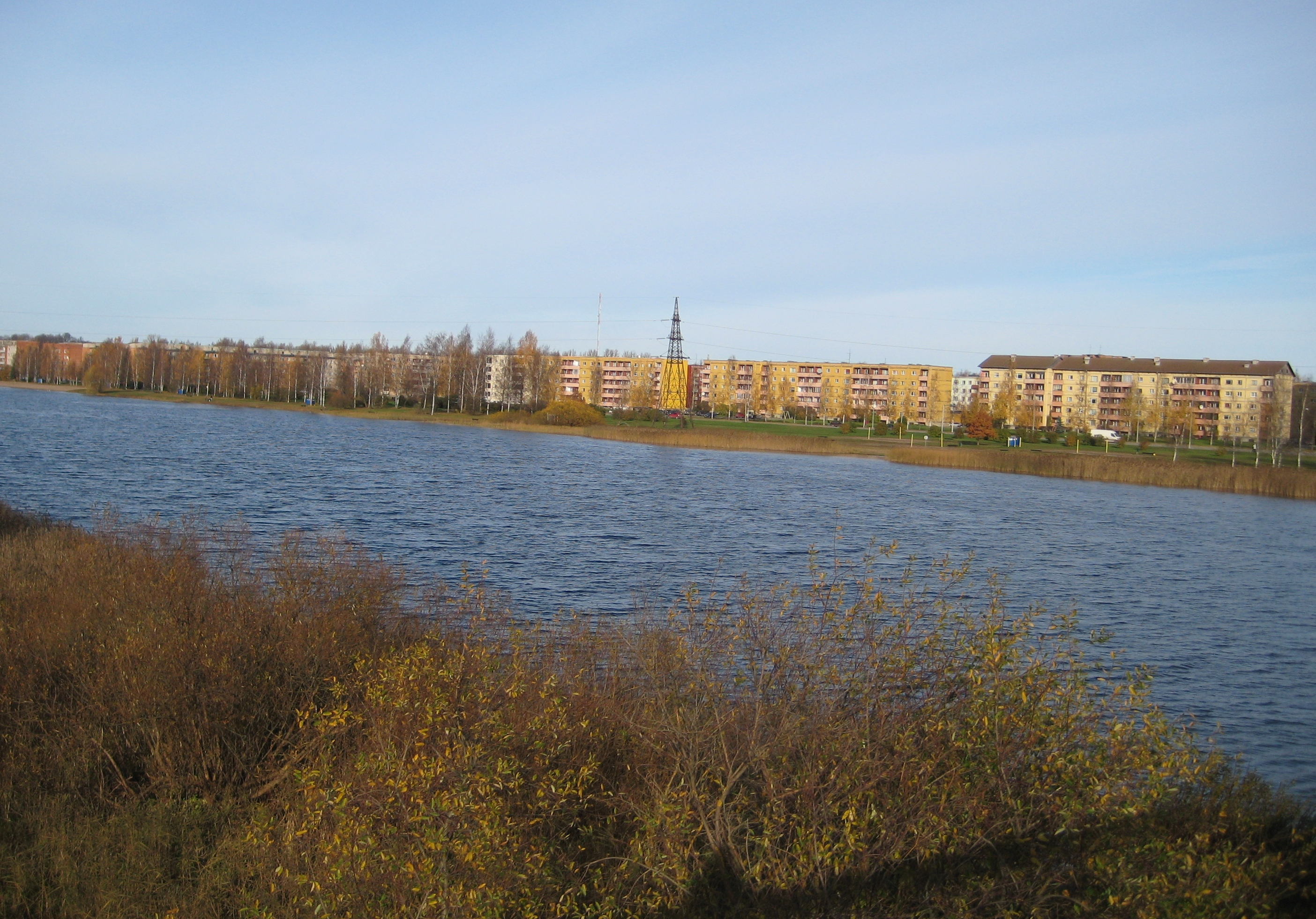
Vue sur le canal Anne et le parc du canal depuis le pont Sõprus
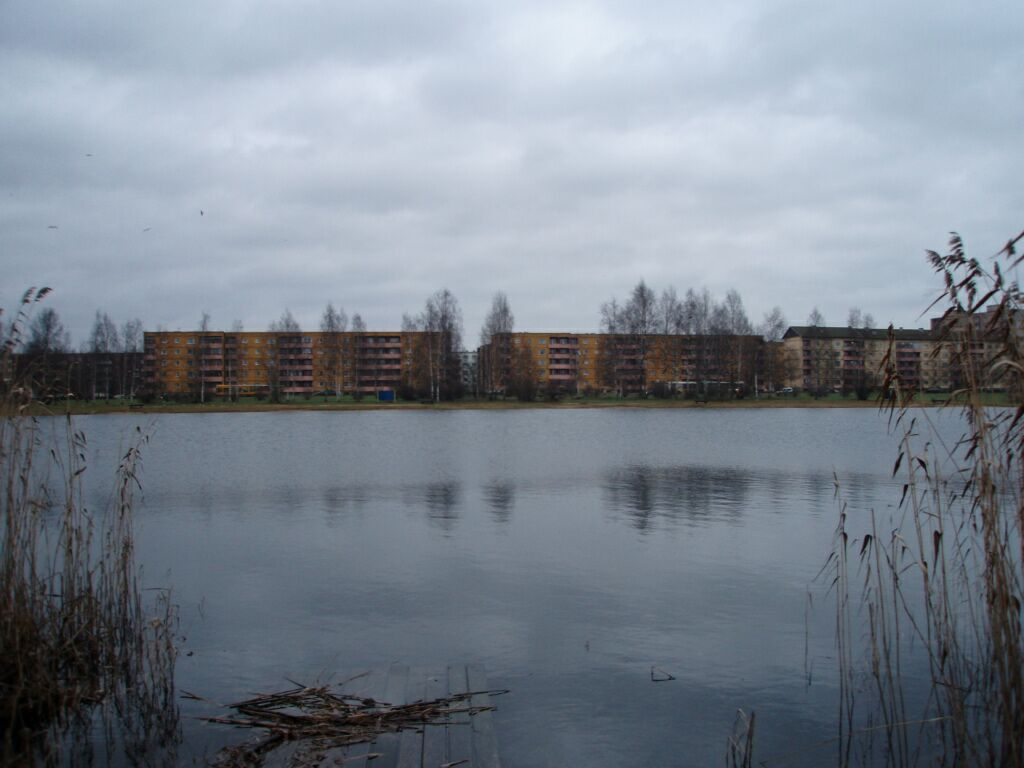
La vue de l'autre côté du canal
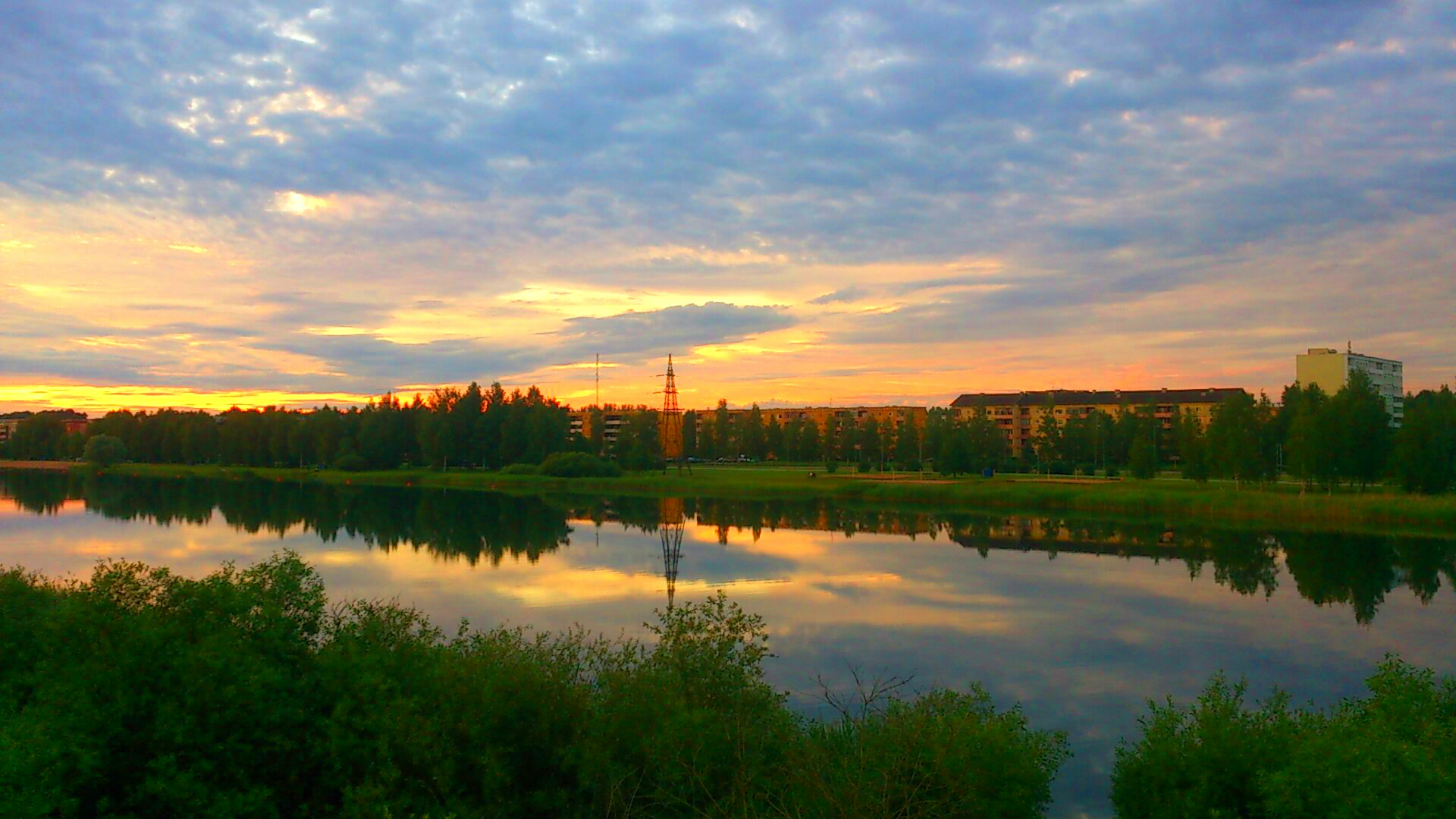
En été 2015.